# Mud (volume)

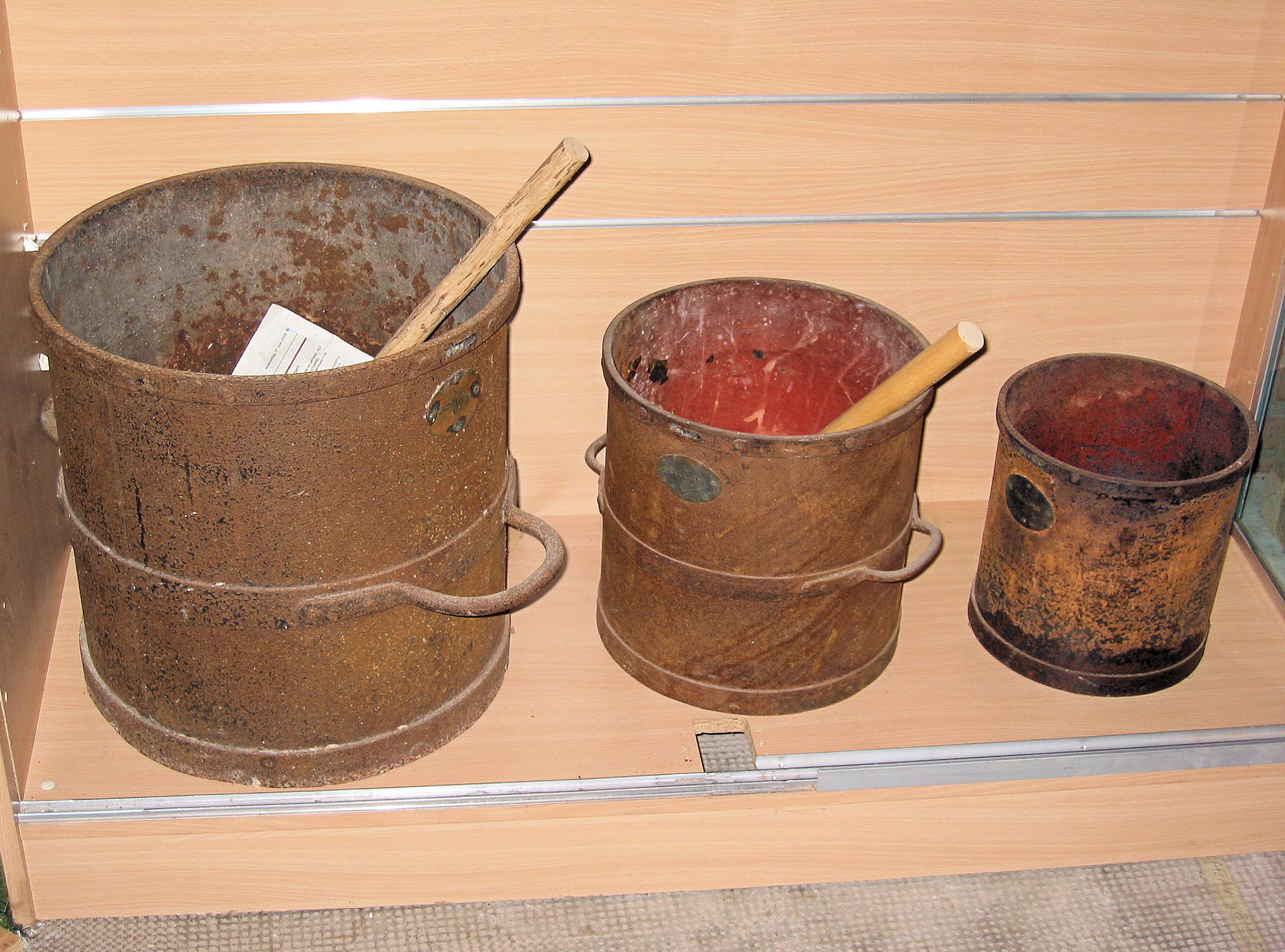
V.l.n.r.: mud, schepel, kop

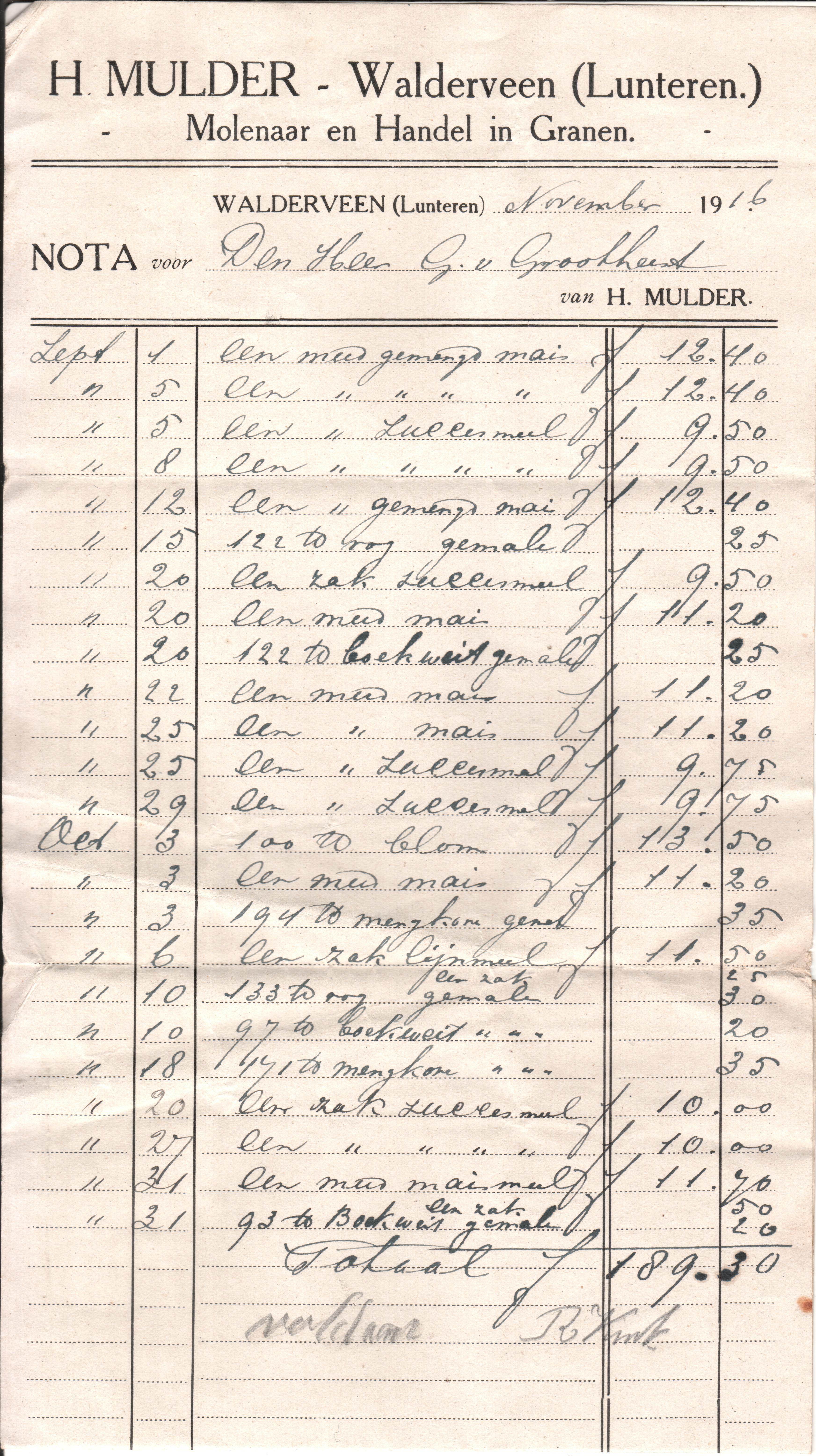
Rekening uit 1916 met in mud geleverd graan

Een mud (ook mudde) is een oude inhoudsmaat. Het woord stamt af van het Latijnse modius.
Op veel plaatsen stond het mud gelijk aan 4 schepel, en 27 mud vormde een last. Er bestaat ook een zestallige onderverdeling: 1 mud is dan 6 sester.
In bijvoorbeeld Amsterdam was een mud 111,5 liter, een schepel 27,9 liter en een last 3010 liter. De inhoud van een mud verschilde echter per plaats, per tijd en per soort koopwaar.
Indien het gemeten product betrekking heeft op vaste goederen (kolen, aardappelen, enz.) wordt vaak in wezen het gewicht bedoeld. Bijvoorbeeld: een mud aardappelen weegt (ongeveer) 70 kg.
Bij de invoering van het Nederlands metriek stelsel in 1820 werd een mud gelijkgesteld aan 100 liter. In de IJkwet van 1937 (nu: Metrologiewet) werd het mud officieel afgeschaft, maar het heeft zich in het spraakgebruik gehandhaafd.
In Vlaanderen was één mud gelijk aan 6 zakken (= 12 halsters = 24 veertellen = 48 meukens = 96 achtelingen = 384 pinten = 218 liter).

## Gezegde
Het gezegde 'mudvol zitten' stamt af van 'zo vol als een gestampte mudzak zitten' en betekent zeer vol, stampvol, propvol of tjokvol.